# 新達恰 (扎波羅熱州)
47°22′17″N 36°21′18″E / 47.37139°N 36.35500°E
新達恰（烏克蘭語：Нова Дача）是位於烏克蘭東南部的村莊，由扎波羅熱州波洛希區的波洛希市鎮負責管轄。該村始建於1790年，面積0.53平方公里，海拔高度214米，2001年人口20，人口密度每平方公里37.6人。